# مرسیه، کبک
مرسیه (به فرانسوی: Mercier) شهرکی در منطقه شهری روسیون ناحیه مونترژی در استان کبک کانادا است. در سرشماری سال ۲۰۱۱ این شهرک ۱۰٬۲۳۱ نفر جمعیت داشته‌است و مساحت آن ۴۵٫۸۹ کیلومتر مربع است.